# Diceroscalpellum diceratum
Diceroscalpellum diceratum är en kräftdjursart som först beskrevs av Henry Augustus Pilsbry 1907.  Diceroscalpellum diceratum ingår i släktet Diceroscalpellum och familjen Scalpellidae. Inga underarter finns listade i Catalogue of Life.